# 瑟诺藏
瑟诺藏（法語：Senozan，法語發音：[sənozɑ̃]）是法国索恩-卢瓦尔省的一个市镇，属于马孔区。

## 地理
瑟诺藏（46°23'39"N, 4°51'58"E）面积4.86 平方千米，位于法国勃艮第-弗朗什-孔泰大區索恩-卢瓦尔省，该省份为法国中部省份，北起顺时针与科多尔省、汝拉省、安省、罗讷省、卢瓦尔省、阿列省和涅夫勒省接壤。
与瑟诺藏接壤的市镇（或旧市镇、城区）包括：索恩河畔阿涅尔、博兹、沙博尼耶尔、圣马丹贝勒罗什、拉萨勒。
瑟诺藏的时区为UTC+01:00、UTC+02:00（夏令时）。

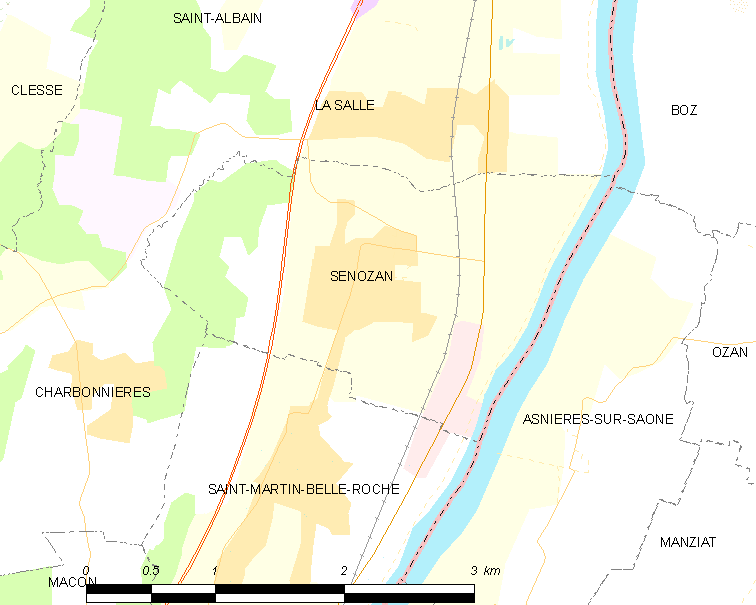
瑟诺藏的OSM定位图

## 行政
瑟诺藏的邮政编码为71260，INSEE市镇编码为71513。

## 政治
瑟诺藏所属的省级选区为于里尼县。

## 人口

1962-2008年间瑟诺藏人口变化图示

瑟诺藏于2022年1月1日时的人口数量为1132人。